# Île San Cristóbal (îles Salomon)
Makira
Pour les articles homonymes, voir Île San Cristóbal.
L'île San Cristóbal ou Makira est la plus grande île de la province de Makira-Ulawa dans les îles Salomon.

## Géographie
L'île est située à l'est de Guadalcanal. Sa superficie est de 3 190 km2.
La ville la plus grande est Kirakira.

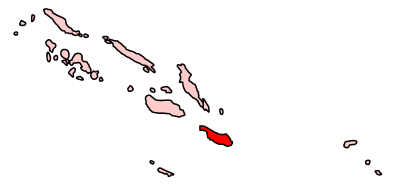
Carte de localisation de l'île.
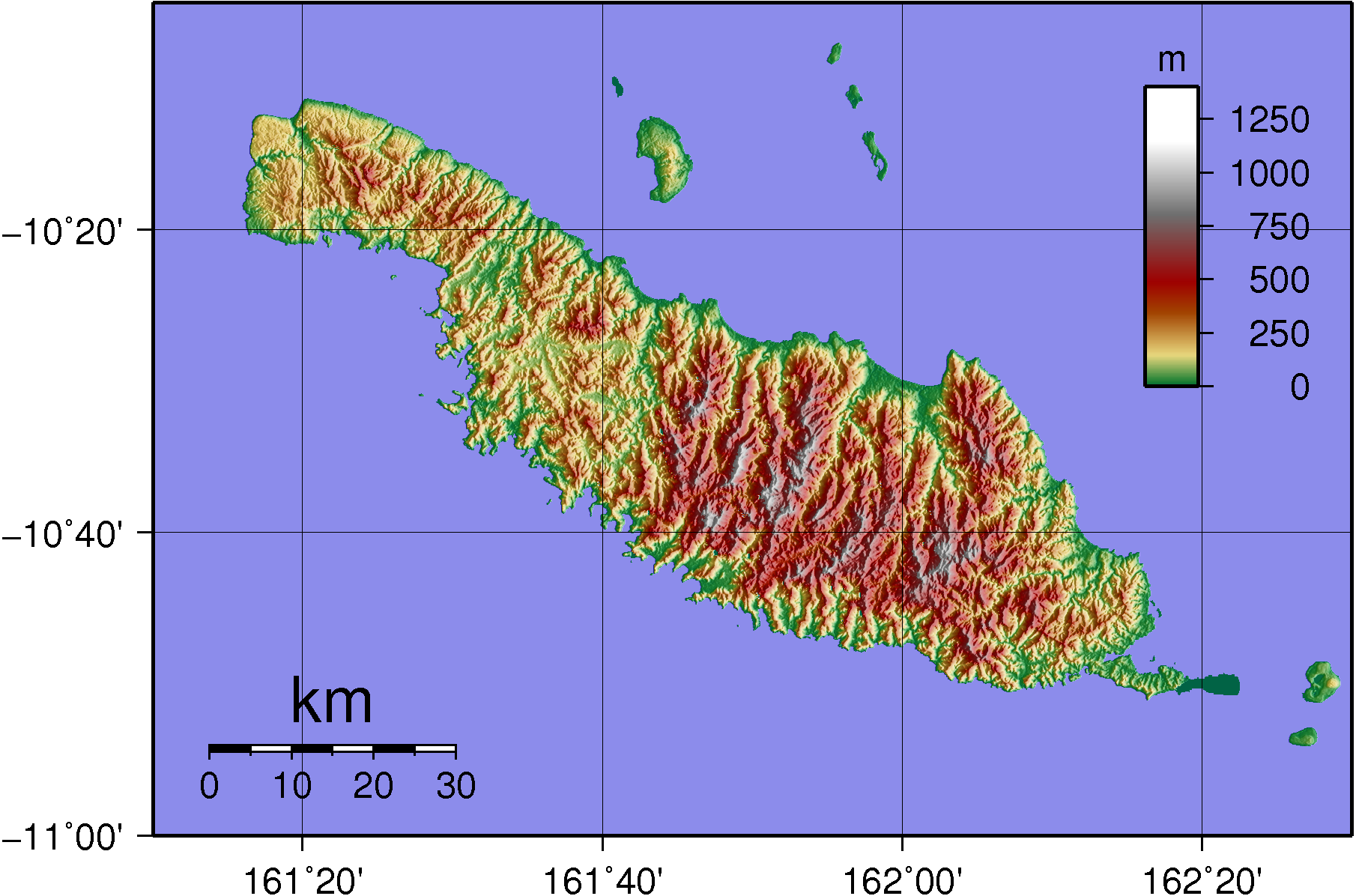
Carte topographique de l'ile.

## Histoire
L'île est découverte en juin 1568 par l'expédition d'Álvaro de Mendaña. Hernando Enríquez et Hernán Gallego la cartographient,.
Une mission d'évangélisation conduite par les pères maristes s'y rend au milieu des années 1840. Le 20 avril 1848, trois missionnaires (les révérends pères Paget et Jacquot ainsi que le frère Hyacinthe) y sont massacrés et mangés par les autochtones, entraînant une expédition de représailles française menée par la corvette L'Ariane.